# Zdeněk Vyšohlíd
Zdeněk Vyšohlíd (* 1948, Domažlice) je český filosof.

## Život
Vystudoval na Filosofické fakultě Karlovy univerzity v Praze a po absolutoriu působil převážně jako učitel, učil na příklad na Gymnáziu Jindřicha Šimona Baara v Domažlicích. Publikoval řadu knih a článků. Pravidelně přispíval do plzeňského rozhlasu a od června 2010 i do internetového Deníku Referendum. V současné době se zabývá mj. filosofií René Descarta, Karla Kosíka a Jürgena Habermase. Připravuje práci na téma "veřejný prostor".
Působil i jako redaktor časopisu „Česko-bavorské Výhledy“, vydávaného v bavorském Straubingu v letech 1990–1995.
V posledních letech přestal publikovat v internetových novinách i v rozhlase. – Kriticky, nikoliv veřejně, se vyjadřuje k soudobé žurnalistice. Kritizuje novináře, že nedělají rešerše (podle Habermase je to hlavním posláním novináře a papírových novin), ale spíš zdůrazňují či respektují JAKÉSI (politické, ideologické a „frazeologické“) zadání. Možná jen z lenosti či opatrnosti opisují jeden od druhého.
Stále silněji zdůrazňuje kontinuitu filosofického myšlení Západu – a tedy i sepětí s křesťanskou vzdělanosti (university přece byly církevním podnikem/zařízením). Třebaže si uvědomuje, že v českém ateistickém prostředí musí počítat s předem již nastaveným (a priori, dřívějším) odporem. Snaží se „zbožnost“ či „víru“ (podle Paula Ricoeura ji definuje jako převzetí platnosti řečeného na své osobní bytí-na-světě) aktualizovat v kontextu s Kosíkovým Otevřenem či Whiteheadovými úvahami o „zdůrazňování na pozadí nekonečna“.
Mluví o potřebě změny myšlení. Spíš filosofie osloví teologii a promluví do života vzdělanosti i života všedního dne, než naopak. METANOIA, obrácení, změna smýšlení je přirozeným pohybem ducha; nejde o návrat ke starým citátům, ale o jejich výklad, o způsob, jak tradici myšlení budeme rozumět.

## Knihy
- spolu se Zdeňkem Procházkou: Čím ožívá krajina: osudy 129 kostelů na Domažlicku a Tachovsku 1990-2000/Was die Landschaft mit Leben erfüllt. Plzeň, Západočeská univerzita, 2001 ISBN 80-86125-22-X
- Rozhovory před věčností, Praha, Český spisovatel, 1997, ISBN 80-202-0655-8 (rozhovory s Msgre. Jiřím Reinsbergem)
- O víře a rozumění. Hudba poezie myšlení, Praha, Svoboda Servis, 2001 ISBN 80-86320-18-9
- Můj příběh vypovězení z ráje. O víře a rozumění, Praha, Svoboda Servis, 2001 ISBN 80-86320-19-7
- Bytí jako výzva a naděje. O rozumu a vykoupení, Praha, Svoboda Servis, 2001 ISBN 80-86320-19-7
- Praxe a řeč. Kapitoly za Karlem Kosíkem, Nussberger 2005 ISBN 80-902010-3-2
- O jasné řeči demokracie a kooperativního rozumu. IN: Válka, mír a politická moc, Praha, Svoboda Servis, 2009 ISBN 978-80-86320-59-5 (Sborník z konference "Vojna a mír. Evropská válka", kterou pořádal v lednu 2007 Socialistický kruh na Filosofické fakultě UK)
- Být v obraze a být obrazem. Rádl, Kosík, Galileo a zbožnost jako filosofický problém, Domažlice, nakladatelství Českého lesa ISBN 978-80-87316-89-4
- Zbožnost a dva ateisté: Nietzsche a Kosík I, Privilegium zodpovědnosti, Domažlice 2019–2020
- Zbožnost a dva ateisté: Nietzsche a Kosík II, Skutečnost a Kondraťjev zdraví, Domažlice 2019–2020
- Velký pátek filosofie a privilegium zodpovědnosti. O zbožnosti a metafyzice, 20 let od úmrtí prof. Karla Kosíka,  Domažlice 2022 ISBN 978-80-7660-023-2